# Тит Аврелий Квиет
Тит Аврелий Квиет (на латински: Titus Aurelius Quietus) e сенатор на Римската империя през 1 век. Произлиза от фамилията Аврелии.
Квиет е през 80 г. легат Augusti pro praetore на римската провинция Ликия и Памфилия. През септември и октомври 82 г. е суфектконсул заедно с Марк Ларций Магн Помпей Силон.